# Sound system
Il sound system (o semplicemente sound) è un impianto formato da più casse che può essere spostato per animare una serata musicale.

## Origine dei sound system

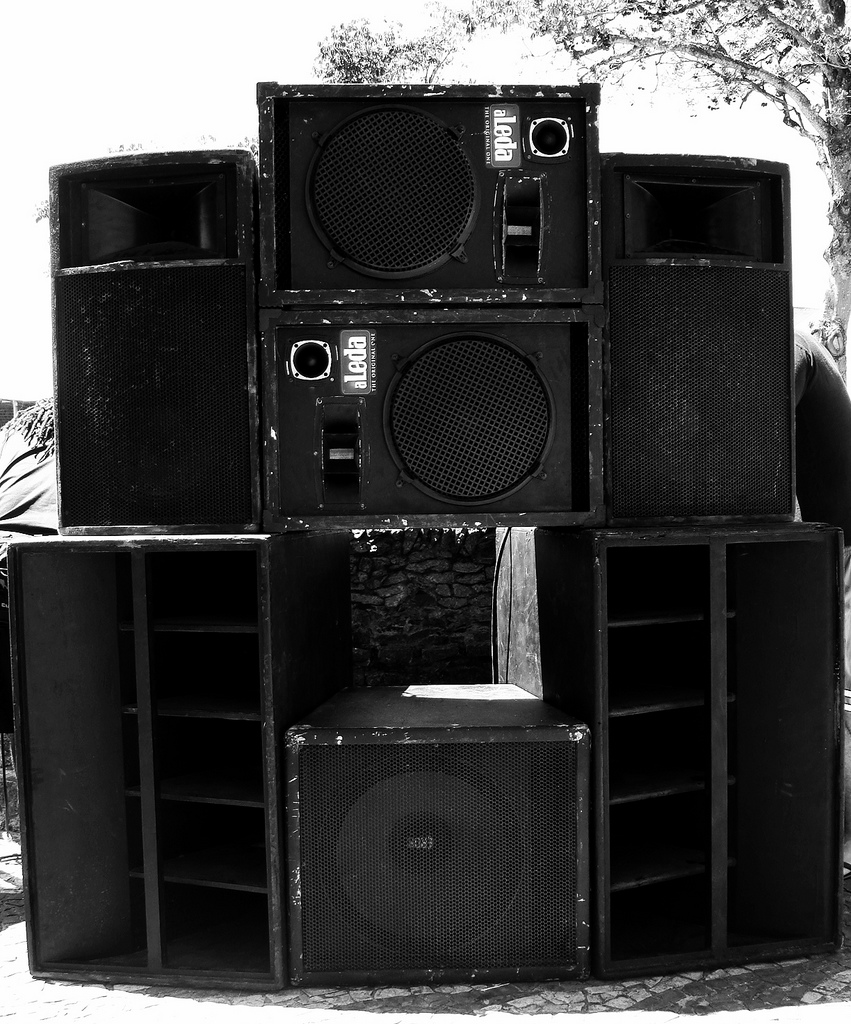
L'impianto del sound system MiniStereo Publico (Brasile)

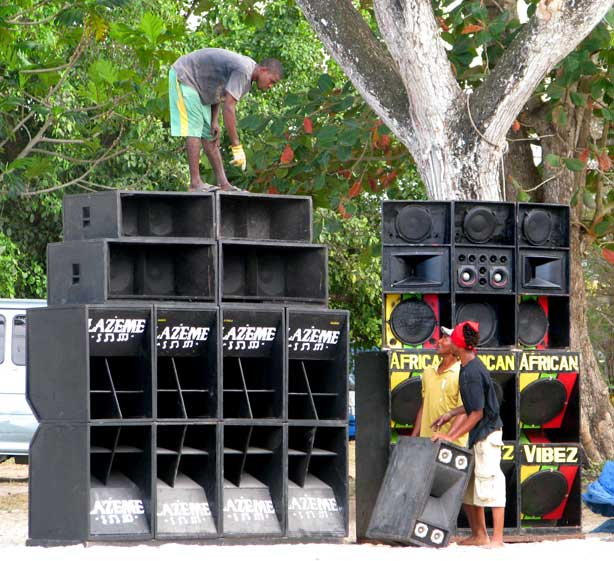
Preparazione di un sound system a Negril, Giamaica, 2009

I Sound System, ora diffusi in tutto il mondo, nascono negli anni cinquanta nei ghetti di Kingston, in Giamaica, dove con generatori, piatti, e impianti musicali colossali, si spargeva musica e vibrazioni per le strade, in un modo festoso per riunirsi e divertirsi.
A quei tempi, agli inizi, i primi DJ erano soliti mettere canzoni di rhythm and blues e swing incise su 78 giri provenienti dalla Florida per mano dei lavoratori di campi di cotone, però la costante richiesta di originalità, anche per via della rivalità fra i vari sound dell'epoca, spinse a produrre qualcosa di autoctono.
Nacque così alla fine degli anni cinquanta in Giamaica lo ska, che prese subito il sopravvento, e il dj, un disco dopo l'altro, iniziò a introdurre vocalmente, presentando le sue chunes (tunes, canzoni) esclusive, era anche un modo per fare pubblicità al proprio sound, oltre che fomentare l'attenzione delle masse che lo seguivano.
Le prime canzoni storiche dello ska da ricordare sono Penny Reel di Eric Monty Morris, uscita su etichetta Treasure isle, e la famosissima My boy lollipop di Millie Smalls, pubblicata da Beverly's, fu il primo pezzo ska che uscì dalla Giamaica per approdare in Inghilterra. Il sound più potente all'epoca era il Tom the great Sebastian sound, un sound che - si narra - non abbia mai perso alcun soundclash.
In quegli anni perdere un clash non significava perdere solo i dischi, la fama, l'onore, ma perdere anche l'uso dell'impianto.
I sound systems, per garantire la loro originalità, usavano grattare via l'etichetta dai vinili che suonavano per evitare che altri sound potessero copiare tunes (canzoni) che erano esclusive.
Il primo a cimentarsi nel "parlare" sui dischi (dal nome toasting) si pensa sia stato Count Machuki (negli anni cinquanta), e la reazione del pubblico ai suoi speech (discorsi) lo incitò a continuare a prendere in mano il microfono; County Machuki scoprì altri talenti con la sua stessa abilità, come The Ugly One King Stitt (anni sessanta, chiamato così per via di una brutta malformazione facciale), entrambi collaborarono con Clement "Coxsone" Dodd, un nome importantissimo per la storia della musica, perché fondatore della Studio One, prima etichetta nera fondata in Giamaica.
Dallo ska si passò al rocksteady, il cui primo e storico pezzo fu la splendida Lovin Pauper di Dobby Dobson, poi ri-registrata da Greogry Isaacs, quindi rallentando il ritmo e facendolo diventare più tranquillo, e più ballabile soprattutto in quegli anni caldissimi (così dicono gli anziani) e qualche anno dopo nacque il reggae vero e proprio, seguito dal rubadub.
Stelle incontrastate dell'epoca ska furono artisti quali Justin Hinds and the Dominoes (autori dello storico album Jezebel, in cui era contenuto il singolo Carry go bring come, ancora suonatissimo nelle dance), Desmond Dekker (Get up idina, Shanty town, It mek e la bellissima Israelites, per citare alcuni classici)
Nell'epoca rock steady iniziano a manifestarsi due eventi: l'affermarsi di Alton Ellis come re incontrastato del rocksteady, il cui primo pezzo risale addirittura al 1959 - Muriel, su etichetta Coxsone) e l'inflazione di trii vocali (Gaylads, The Wailers, Sensations, Melodians).
Grazie al rubadub ci fu il boom dei toasters (chiamati anche dj o chatter), che portarono questo nuovo stile di fare djing (parlare durante la selezione), e ci si improvvisava sempre più spesso a dire qualche strofa personale sui pezzi che venivano suonati dal selecta, e il successo e l'innovazione furono così importanti che Duke Reid, un grosso produttore che poi fondò la storica etichetta Treasure Isle (e diede ispirazione per fondare in Inghilterra la Trojan Records), iniziò a stampare anche la version (la strumentale) sul lato B del disco, per fornire terreno fertile ai giovani toasters.
Primo e storico "originator" del genere fu il grandissimo e leggendario U Roy, seguito a ruota da Dennis Alcapone e dj come Trinity (sua è la splendida Three piece suite sul ritmo di I'm still in love di Alton Ellis e Doreen Shaffer) e I Roy.
Al periodo di nascita del toasting si affianca una nuova ondata di proliferazione di sound, ognuno molto riconoscibile, oltre che per lo stile e per i dischi, anche per il selecta resident che lo rappresentava nelle dance e nei clash.
E dopo l'epoca storica anni sessanta dominata dal Coxsone sound (downbeat num.1), Count nick, King Edwards, Prince Buster abbandonato Tom the Great Sebastian, fondò il suo storico sound voice of the people.
Negli anni settanta e ottanta nascono gli storici sound system Tippertone (unico sound al mondo - si dice - ad avere Bob Marley in speciale, il cui resident dj era Big Youth), King Stur Garv (Charlie Chaplin e Josey i dj), lo storico Youth Promotion di Sugar Minott (il cui selecta era all'epoca Tenor Saw), il Volcano di Junjo Lawes e Black Scorpio.
Un grande sound nato all'epoca è stato il Killamanjaro sound, che negli ultimi trent'anni ha avuto come selecta alcuni dei più importanti artisti della storia del reggae: Early B, Ninja man, Super Cat e Junior Cat (senza contare l'epoca di Ricky Trooper e Freddy Kruger, ora tornati alla casa madre).
I toasters diedero le basi per lo stile del cantato raggamuffin (o ragga). La prima base che sancì la nascita e che accompagnò la consacrazione del genere "ragga" fu la storica sleng teng, nel 1985, prima base interamente digitale.
Due tra i più famosi sound system giamaicani erano Downbeat di Clement "Coxsone" Dodd e Trojan di Duke Reid. Spesso c'erano migliaia di persone alle loro serate.
Negli anni sessanta, molti Rude Boys giamaicani emigrarono in Inghilterra, portando con sé questa tradizione, diventata popolare anche nel Regno Unito negli anni sessanta e settanta.
Anche alcuni giamaicani emigrati a New York negli anni settanta, in particolare DJ Kool Herc, portarono questa tradizione negli USA fondando un movimento che diede origine all'ormai diffusissimo hip hop. Il toaster che animava lo spettacolo e cantava in stile Toasting sui dischi suonati dal selecter, diede in seguito origine all'MC (o rapper).

## La sfida e i dubplates
La cultura dei sound system è legata ai dubplates, cioè dei dischi stampati in pochissime copie (anche un solo esemplare) che sono esclusività di un sound system.
Spesso tra i sound system c'è uno spirito di sfida e competizione, e l'avere dei pezzi rari o esclusivi è un fattore importante in quest'ottica.
Per questo motivo i sound system passano sovente dal suonare semplicemente dischi di altri artisti a produrne di propri.
Per esempio Clement "Coxsone" Dodd fondò uno studio di registrazione, lo Studio One, e Duke Reid fondò l'etichetta Treasure Isle.

## Costruzione di un sound system
I sound system sono spesso costituiti da grosse casse in particolare per il basso (dette Scoop bin), un elemento fondamentale nella musica reggae e dub, diverse da quelle in commercio e in genere costruite in proprio.
I sound system raggiungono potenze molto elevate, superando anche i 20 KWatt.

## I sound system all'inglese
La tradizione dei sound system continuò anche in Inghilterra dove molti espatriati giamaicani seguivano il movimento.
In Inghilterra questa cultura di serate a base di musica reggae e dub con bassi molto potenti si sviluppò molto negli anni ottanta.
Uno dei più noti sound system era quello di Jah Shaka, considerato uno dei pionieri della scena sound system reggae dub inglese. Jah Shaka non fu l'unico sound system dell'epoca a Londra, ma fu l'unico che continuò a suonare pezzi reggae "conscious" (detti anche reggae "roots"), cioè con testi positivi e spirituali, contrariamente al reggae dancehall che cominciava ad affermarsi all'epoca.
Le serate di Jah shaka negli anni novanta ebbero una grande notorietà e costituirono le basi per la creazione successivamente di numerosi sound system quali Aba shanti, Jah warrior, Blakamix, Nick Manasseh, Iration Steppas, Channel One Sound System, Jah Observer, Jah Voice, King Earthquake, Jah Youth e altri ancora, molti dei quali suonano tuttora in Inghilterra, Europa, Giappone e USA.
Ad oggi molti sound system "conscious" esistono in tutto il mondo: Mighty Massa a Tokyo, Black Redemption a New York, King Shiloh ad Amsterdam, Meditative Sound in Svezia, Zion Gate, Blackboard Jungle, Red Lion o ancora Lion Roots in Francia, Cultural Warriors a Ginevra, King David Warriors Sound System. 
Black Star Line, LDM, I-Militant, Jah Station, Jah Lion Sound System (jah lion web site), ISA (Imperial Sound Army), Rise and Shine sound system, Dubass sound system, Dubble Track sound system, ONE LOVE HI POWA, Buska & Culture Sound System, Bruciatown Fa Mass, Sunweed, Ciuridda Sound System, Moa Anbessa, Blacklion - The fi marshall sound from Sicily (Blacklion web site), Natural Mystic Sound System, Wicked Dub Division e Warrior Charge in Italia.
È importante sottolineare come, a differenza di un pubblico all'origine esclusivamente di neri, oggi le serate dei sound system all'inglese siano seguite da un pubblico multietnico, essendo quella dei sound systems reggae "conscious" una cultura che porta avanti un messaggio di spiritualità, pace ed armonia.